# Trung tâm tài chính quốc tế Busan
Trung tâm tài chính quốc tế Busan là tòa nhà chọc trời ở Busan, Hàn Quốc. Nó đứng đầu vào năm 2014 với chiều cao 289 m (948 feet).